# Hercules-villa
A Hercules-villa római kori lakóépület maradványait bemutató múzeumi kiállítóhely Budapest III. kerületében, a Meggyfa utca 19-21. szám alatt. A Budapesti Történeti Múzeum része, műemlék.

## Története
Miután Aquincum, a római kori város a Kr. u. 2. század elején Pannonia székhelye lett, felépült az egykori helytartói palota, melynek emlékei az Aquincumi Múzeumban láthatók. A palotán kívül a katonaváros északi szélén más, különböző rendeltetésű építmények sorát emelték, köztük díszes lakóépületeket a helyi tisztségviselők számára. 
Az itteni lakóház elődje valószínűleg a század első felében épített kis villa lehetett. Erre építették a 2. században a villát. A 3. század elején jelentősen kibővítették, vízvezetékkel és padlófűtéssel látták el, a falakat freskókkal, a padlókat mozaikkal díszítették. Még a 4. században is végeztek rajta bővítést. A nagyméretű városi villa (villa urbana) 270 körül, a vandálok támadása következtében pusztulhatott el.

## Az épület és díszítése
A Hercules-villa magját egy portikusszal szegélyezett épület képezte, amihez több helyiség csatlakozott (köztük egy apszisos is). A padló mozaikja a villa névadóját, Herculest és Déianeirát ábrázolja. A többi előkerült mozaikon az ittas Hercules látható, rajta kívül szőlőt tartó szárnyas Erósz, lépő tigris, és ökölvívók jelennek meg. Az alakokat geometrikus minta és növényi ornamentika egészíti ki. A falakon lévő freskókon jellemző ábrázolás a virágmintás ajtó- és ablakkeret, színes füzérek és madarak.

## A kiállítóhely
A villa romjai egy általános iskola alapozásánál kerültek elő, az ásatások 1958-ban kezdődtek meg Wellner István vezetésével, az épületet Hegyi István tervei szerint konzerválták.
Az egykori római villa legbecsesebb, gazdag díszítéseket tartalmazó maradványai felett két üvegfalú védőépület magasodik. A nagyobbikban a három lakóhelyiséget is magában foglaló központi épületrész, a kisebbikben a külön álló fürdőépület romjai láthatók. A védőépületek melletti parkosított részen az egykori vízvezeték és néhány szarkofág részlete látható. A villa díszterme az iskola földszintjén kialakított helyiségben tekinthető meg.
A Hercules-villát mint múzeumi kiállítóhelyet 1967-ben nyitották meg a közönség előtt. Eredeti formájában utoljára 2007 júniusában volt megtekinthető (akkor is csak hét végén), azóta zárva tart, felújítását tervezik. 2015. április 12-től október 25-ig vasárnaponként 11 és 13 óra között ismét látogatható volt.